# 悬链线

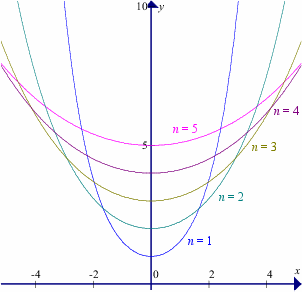
不同的悬链线

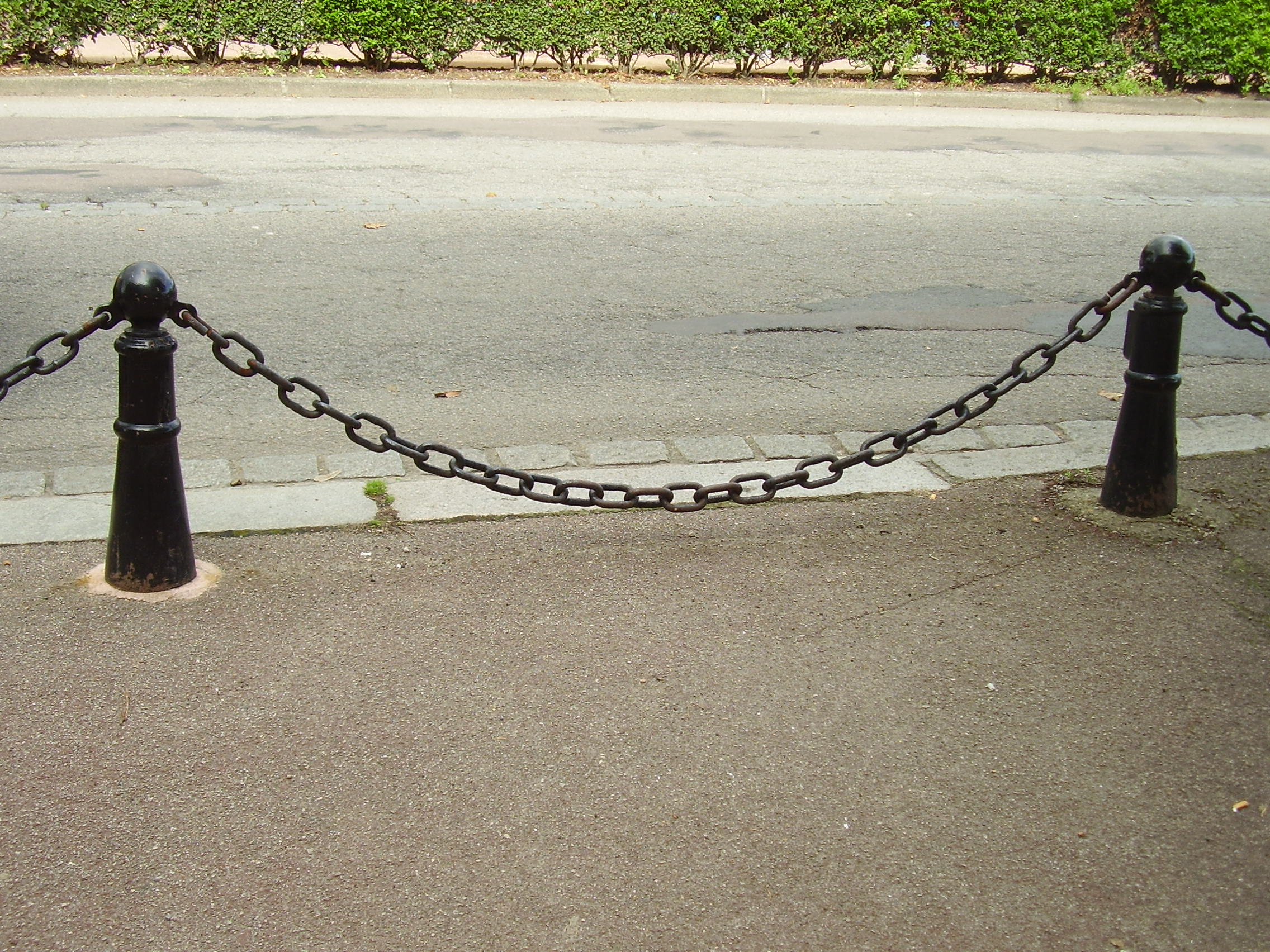
鐵鏈形式的悬链线。

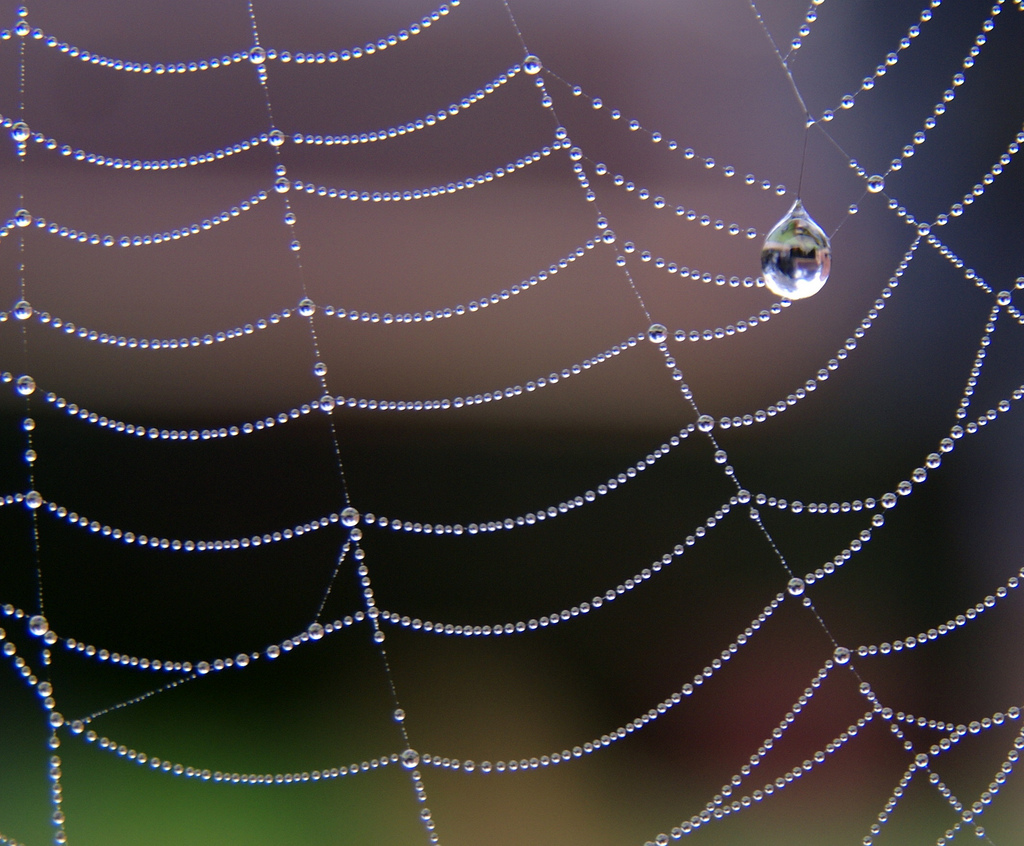
蜘蛛絲形成多個（近似的）悬链线。

悬链线（英語：catenary）是一种常用曲线，物理上用于描绘質量均勻分佈而不可延伸的長鏈悬掛在两支点间，因均勻引力作用下而形成向下彎曲之曲線，因此而得名。
雖然彎曲的形狀看似二次方的拋物線，但是1638年在伽利略的《Two New Sciences》中證明因為繩子的張力會隨著吊掛重量的不同，在底端為最小、愈高的地方愈大，如此一來，它所形成的形狀就不是拋物線。
隨後在1670年胡克根據力學推導出懸鏈線的數學特性。1691年萊布尼茲、惠更斯、約翰·白努利近一步推导出數學模型。
它的公式为：
{\displaystyle y=a\cosh {\frac {x}{a}}}或者简单地表示为{\displaystyle y={\frac {a\left(e^{\frac {x}{a}}+e^{-{\frac {x}{a}}}\right)}{2}}}
其中cosh是雙曲余弦函数，{\displaystyle a} 是一个由绳子本身性质和悬挂方式决定的常数，{\displaystyle x}軸為其準線。具体来说，{\displaystyle a={\frac {T_{0}}{g\lambda }}}，其中{\displaystyle g}是重力加速度，{\displaystyle \lambda }是线密度（假设绳子密度均匀），而{\displaystyle T_{0}}是绳子上每一点处张力的水平分量，它取决于绳子的悬挂方式；若绳子两端在同一水平面上，则下面的方程决定了{\displaystyle a}
{\displaystyle {\frac {L}{a}}=\sinh {\frac {d}{a}}}
其中L是绳子总长的一半，d是端点距离的一半。

## 方程的推导
表达式的证明
如右图，设最低点{\displaystyle A}处受水平向左的拉力{\displaystyle H}，右悬挂点处表示为{\displaystyle C}点，在{\displaystyle AC}弧线区段任意取一段设为{\displaystyle B}点，则{\displaystyle AB}受一个斜向上的拉力{\displaystyle T}，设{\displaystyle T}和水平方向夹角为{\displaystyle \theta }，绳子的质量为{\displaystyle m},受力分析有：
{\displaystyle T\sin \theta =mg}；
{\displaystyle T\cos \theta =H}，
{\displaystyle \tan \theta ={\frac {\mathrm {d} y}{\mathrm {d} x}}={\frac {mg}{H}}}，
{\displaystyle mg=\rho s}，　其中{\displaystyle s}是右段{\displaystyle AB}绳子的长度，{\displaystyle \rho }是绳子线重量密度，{\displaystyle \tan \theta }为切线方向，记{\displaystyle a={\frac {\rho }{H}}}, 代入得微分方程{\displaystyle {\frac {\mathrm {d} y}{\mathrm {d} x}}=as};
利用弧长公式{\displaystyle \mathrm {d} s={\sqrt {1+({\dfrac {\mathrm {d} y}{\mathrm {d} x}})^{2}}}\mathrm {d} x};
所以{\displaystyle s=\int {\sqrt {1+({\dfrac {\mathrm {d} y}{\mathrm {d} x}})^{2}}}\mathrm {d} x};
再把{\displaystyle s}代入微分方程得{\displaystyle {\frac {\mathrm {d} y}{\mathrm {d} x}}=a\int {\sqrt {1+({\frac {\mathrm {d} y}{\mathrm {d} x}})^{2}}}{\mathrm {d} x}\ \cdots \cdots \ (1)}
对于{\displaystyle (1)}设{\displaystyle p={\frac {\mathrm {d} y}{\mathrm {d} x}}}微分处理
得 {\displaystyle p'={\frac {\rho }{H}}{\sqrt {1+p^{2}}}\ \cdots \cdots \ (2)}
其中{\displaystyle p'={\frac {\mathrm {d} p}{\mathrm {d} x}}={\frac {\mathrm {d} ^{2}y}{\mathrm {d} x^{2}}}};
对(2)分离常量求积分
{\displaystyle \int {\frac {dp}{\sqrt {1+p^{2}}}}=\int adx}
得{\displaystyle ln(p+{\sqrt {1+p^{2}}})=ax+C}，即{\displaystyle \mathrm {arsinh} p=ax+C}
其中{\displaystyle \mathrm {arsinh} p}为反双曲函数;
当{\displaystyle x=0}时，{\displaystyle {\frac {dy}{dx}}=p=0}；
带入得{\displaystyle C=0}；
整理得{\displaystyle \mathrm {arsinh} p={\frac {\rho x}{H}}}

## 工程中的应用
悬索桥、双曲拱桥、架空电缆都用到悬链线的原理。
在工程中有一种应用，{\displaystyle a}称作悬链系数。如果我们改变公式的写法，会给工程应用带来很大帮助，公式及图像如下：
{\displaystyle y=a\ \left(\cosh {\frac {x}{a}}-1\right)}

还有以下几个公式，可能也有用：
{\displaystyle L=a\ \sinh {\frac {x}{a}}}
{\displaystyle \tan \alpha =\sinh {\frac {x}{a}}}
{\displaystyle F_{0}=a\ \gamma }
其中{\displaystyle L}是曲线中某点到0点的链索长度，{\displaystyle \alpha }是该点的正切角，{\displaystyle F_{0}}是0点处的水平张力，{\displaystyle \gamma }是链索的单位重量。利用上述公式即能计算出任意点的张力。